# An Seon-mi
An Seon-mi (안선미?; 2 agosto 1972) è un'ex cestista sudcoreana.

## Carriera
Con la Corea del Sud ha disputato le Olimpiadi del 1996, segnando 14 punti in 4 partite.